# Óscar Saiz
Óscar Saiz Amigo (* 15. Januar 1933) ist ein ehemaliger venezolanischer Schwimmer.

## Karriere
Saiz nahm 1952 an den Olympischen Spielen in Helsinki. Dort erreichte er über 100 m Freistil mit einer Zeit von 1:01,7 min den sechsten Rang in seinem Vorlauf und Platz 40 insgesamt.